# Миноносцы типа G-37
Миноносцы типа G-37 — тип эскадренных миноносцев (по официальной классификации — больших миноносцев), состоявший на вооружении Военно-морского флота Германии в период Первой мировой войны. Корабли строились по программе 1914 финансового года. Всего было построено 4 миноносца этого типа.

## Энергетическая установка
На кораблях типа в качестве ГЭУ была установлена паротурбинная ЭУ проектной мощностью 24 000 л. с., состоящая из 2 турбин, 2 военно-морских нефтяных котлов и 2 военно-морских двухсторонних нефтяных котлов. Максимальные запасы топлива на эсминцах типа составляли 299 тонн нефти.

## Вооружение
Миноносцы вооружались 3×1 88-мм/45 орудиями. Торпедное вооружение эсминцев состояло из шести 500-мм торпедных аппаратов, минное вооружение — из 24 мин заграждения.

## Список миноносцев типа
| Название | Дата закладки | Дата спуска на воду  | Дата вступления в состав флота | Примечания |
| -------- | ------------- | -------------------- | ------------------------------ | ---------- |
| G-37     | 1914          | 17 декабря 1914 года | 29 июня 1915 года              |            |
| G-38     | 1914          | 23 декабря 1914 года | 30 июля 1915 года              |            |
| G-39     | 1914          | 16 января 1915 года  | 20 августа 1915 года           |            |
| G-40     | 1914          | 27 февраля 1915 года | 16 сентября 1915 года          |            |